# آلوارت قازینیان
آلوارت ماروخانی قازینیان (ارمنی: Ալվարդ Սարուխանի Ղազիյան؛ انگلیسی: Alvard Ghaziyan; ۱۳ دسامبر ۱۹۳۰ – ۳ ژوئیهٔ ۲۰۱۷) یک عوام‌شناس و لغت‌شناس اهل ارمنستان بود. وی بین سال‌های - تا - میلادی فعالیت می‌کرد.

## زندگی‌نامه
وی در ۱۳ دسامبر ۱۹۳۰ در ساریگیوغ به دنیا آمد . وی در انستیتو باستان‌شناسی و قوم‌نگاری فعالیت می‌کرد. وی عضو اتحادیه نویسندگان جمهوری آرتساخ بود.  وی در ۳ ژوئیه ۲۰۱۷ در سن سالگی در ایروان درگذشت.

## یادداشت
1. ↑  բանահավաք/folklorist
2. ↑  բանասեր